# Dorsale Wyville Thomson

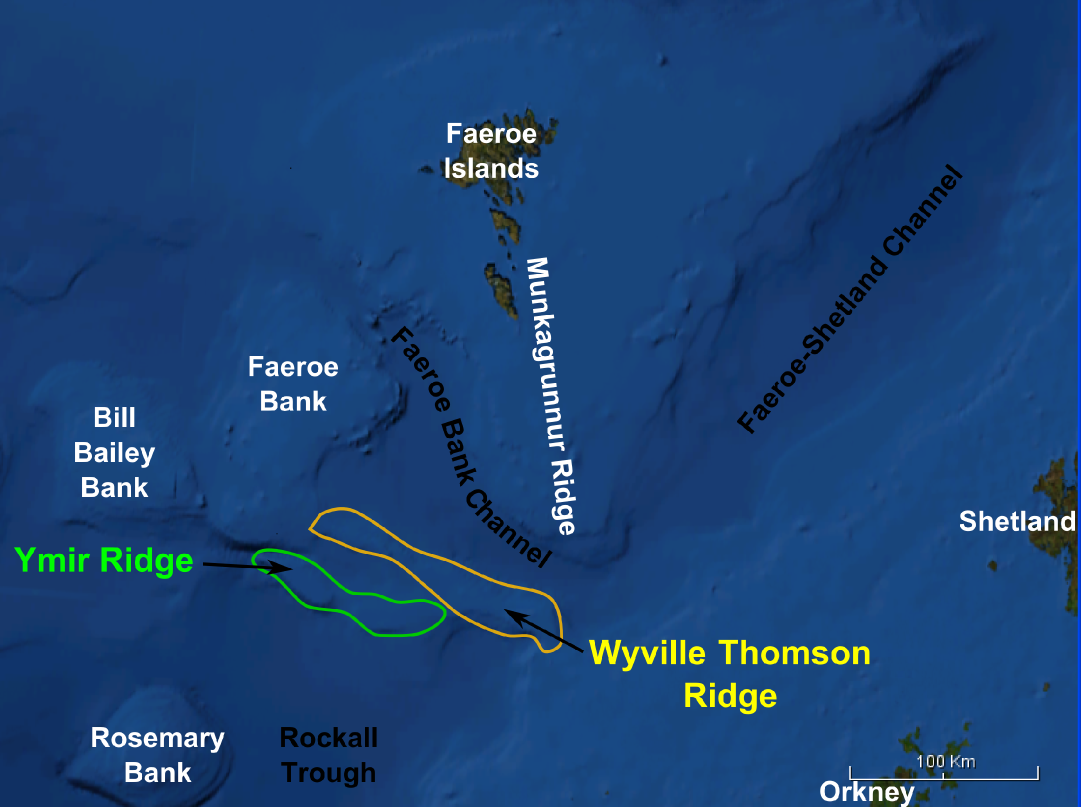
Mappa delle caratteristiche batimetriche dell'Atlantico nordoccidentale.

La Dorsale Wyville Thomson è una caratteristica batimetrica del fondo dell'Oceano Atlantico Settentrionale lunga circa 200 km e situata tra le Isole Faroe e la Scozia. La cresta della dorsale separa il Canale Faroe-Shetland a nord dal Bacino di Rockall a sud. La sua importanza risiede nel fatto che la dorsale fa parte della barriera tra le acque di fondo dell'Artico più fredde e le acque più calde del Nord Atlantico.
La dorsale Wyville Thomson prende il nome da Charles Wyville Thomson, il naturalista che ha aperto la strada alla prima esplorazione dell'area.

## Geologia
La dorsale Wyville Thomson e la più piccola – ma simile – dorsale Ymir, formano il confine settentrionale del bacino di Rockall, un rift mesozoico. La forma attuale della cresta è un'anticlinale con di 2 km di ampiezza massima, creatosi in un periodo di accorciamento durante l'Eocene-Miocene. Questa piega della crosta terrestre si è probabilmente formata dalla riattivazione di una faglia preesistente, ed è quindi classificata come struttura di inversione.